# Albert Košťál
Albert Košťál (30. srpna 1926 – 23. května 2014) byl slovenský a československý politik Komunistické strany Slovenska, poslanec Slovenské národní rady a poslanec Sněmovny národů Federálního shromáždění na počátku normalizace. V 70. a 80. letech generální ředitel Slovenské státní banky.

## Biografie
V letech 1968–1988 se uvádí jako účastník zasedání Ústředního výboru Komunistické strany Slovenska.
Po provedení federalizace Československa usedl v lednu 1969 do Sněmovny národů Federálního shromáždění. Do federálního parlamentu ho nominovala Slovenská národní rada. Ve FS setrval konce funkčního období, tedy do voleb roku 1971. K roku 1969 se uvádí jako dlouholetý veřejný a stranický funkcionář. Byl předsedou Krajské komise lidové kontroly a statistiky pro Západoslovenský kraj a předsedou západoslovenského Krajského národního výboru.
Od ledna 1972 působil ve funkci generálního ředitele Slovenské státní banky. V této funkci se uvádí ještě k roku 1988.
V červnu 1986 mu byl propůjčen Řád Vítězného února.